# おとな会
『～オトナ度ちょい増しTV～おとな会』（オトナどちょいましティービー　おとなかい）は、毎日放送（MBSテレビ）で2014年10月23日から2018年3月29日まで毎週木曜日の0:59 - 1:59（水曜日深夜）に放送していた教養バラエティ番組。2016年4月7日から同年9月22日までの放送時間は、毎週木曜日0:49 - 1:49（水曜日深夜、いずれもJST）であった。
京都府向日市に本社を置く印刷会社・プリントパックの1社提供番組で、放送上はおとな会という略称を用いていた。

## 概要
「楽しみながら素敵なオトナになる知的好奇心バラエティ」と銘打って、毎回1つのテーマを深く掘り下げながら、「オトナ」として知っておきたい背景・専門知識・最新情報や関係者の仕事振りなどを紹介する深夜番組。上泉雄一（毎日放送アナウンサー）が「おとな会主宰」、同局の番組で上泉と共演する機会が多い小宮一慶（経営コンサルタント）が「おとな会顧問」という肩書でレギュラーを務めた。さらに、20～30代を中心に、「素敵なオトナ」を目指す複数のゲスト（タレント・お笑い芸人・歌手など）を毎回招いていた。
番組のコンセプトは「明日は今日より少し【おとな】になる」で、放送で取り上げるテーマの対象は、文化・歴史・音楽・グルメ・観光・経済・老舗など多種多様。放送上は、「おとななら～しよう」という提案調の文体でテーマを表現していた。また、当事者へ密着したVTR取材を基に構成しているため、ミニドキュメンタリー番組の要素も含んでいた。ちなみに、当番組で取材した企業・店舗・職人の総数は、最終回の時点で270を上回っていた。
放送上は、「おとな会」という架空の会員制クラブを設定。火曜日にスタジオパートを収録していた。また、オープニング・本編・エンディングの収録後には、当該回のテーマに関する上泉・小宮の対談企画「おとな会プラス」を収録。当番組の公式サイトでは、当該回の放送終了後から、「おとな会プラス」の収録動画を無料で配信している。本放送期間の途中からは、「MBS動画イズム」（旧「MBSオンデマンド」）・GYAO!・TVerを介して、放送済みの本編の動画を配信する「見逃し配信サービス」も実施。MBSでの放送直後から、次回放送の開始直前（原則として24:30）まで、全編の動画を無料で視聴できた。
2016年4月からは、『日経ビジネス』とのコラボレーション企画を展開。当番組で放送済みの内容に基づく上泉の直筆コラム「儲かりまっか?の経済学」を、隔週に1本のペースで同誌の会員制オンライン版に掲載している（詳細後述）。
なお、放送週によっては、放送時期に見合ったテーマの回を再放送。2016年7月から9月までは、毎週水曜日の9:55 - 10:54にも、当日の本放送の予告を兼ねて再放送を実施することがあった（詳細後述）。GYAO!向けに配信される見逃し配信向けの動画については、GYAO!の動画総再生回数週間ランキングにおいて、同年8月第3週から最終（第5）週配信分まで3週連続でテレビ番組カテゴリの1位（総合2位）を記録した。
MBSテレビでは、2018年3月29日放送分の「おとなならわざわざの時間を楽しもう」で当番組を終了したが、同月4月4日から、プリントパックによる新たな単独提供番組『水曜日のハウマッチ?』を毎週水曜日の23:07 - 23:10→22:54 - 23:00に編成。2022年5月25日放送分までは小宮のみ、翌週（6月1日放送分）からは上泉も出演している。

## 主なコーナー・企画

### 「解明!おとなメソッド」
番組のメインコーナーで、当日のテーマの背景を詳しく解説。事前に取材したVTR、資料映像、ゲストへのクイズ、小宮からの補足コメントを交えながら、「おとなメソッド」（成功・人気・好評を導くための秘訣・知恵・技術・仕組み）や「おとなフィロソフィ」（成功・人気・好評を導くためのポリシー・こだわり・心得・価値観）を徐々に解き明かしていた。

### 「おとなワーカー名鑑」
「夜道の隅を照らす仕事がある」というコンセプトで、当日のテーマにちなんだ1名の「おとなワーカー」（職人・専門家・技術者）に焦点を当てるコーナー。本人への密着取材映像、関係者へのインタビュー映像、上泉からゲストへのクイズを交えながら、「おとなワーカー」ならではの技術・半生・心得・こだわりを紹介した。
コーナー名が示すように、名鑑仕立てで放送するため、放送上は放送回数に連動した通し番号（File～）が付けられていた。その一方で、取材の対象は「おとなメソッド」と異なる。
放送回によっては、「おとな会　向上委員会」以外の全編を、「おとなワーカー名鑑スペシャル」（過去の放送から数回分をまとめた再編集版）として編成することがあった。この場合には、基本として上泉だけが出演していた。

### 「おとなの遠足」
行楽シーズンの到来に合わせて、2～3ヶ月に1回のペースで実施するオールロケ企画。毎日放送のサービスエリアである関西地方の観光地を舞台に、上泉・小宮が2組のゲストと共に複数のスポットを巡りながら、その地域ならではの魅力・歴史・サービス・グルメを紹介した。この場合には、通常はスタジオで収録する「おとな会プラス」も、ロケ先で収録を実施していた。

### 「おとな会　向上委員会」
上泉が毎日放送本社（大阪市北区茶屋町）の社内、関西各地の私立大学、繁華街などへ単独で赴くPR企画で、エンディングの直前に放送。番組開始から2015年12月10日まで放送された後に、中断期間をはさんで、2016年10月6日放送分から再開した。ただし、当日出演したゲスト1組から番組の感想を訊いたり、番組のPRをゲストに依頼したりした模様を放送することもあった。
上泉は、番組スポンサーのプリントパックが製作したPRグッズ（ポスター・クリアファイル・コースターなど）をロケ先で配布。当番組では、その模様を、1ヶ所につき複数回にわたって放送する。大学へ赴いた場合には、学生へのインタビューや、特色のあるゼミ・クラブ活動の見学も実施。その一方で、グッズの製作に関する打ち合わせや作業の模様を、折に触れて当コーナーで紹介している。なお、中断期間中の再放送でも、本放送時点での企画内容をそのまま放送に流していた。
当番組の終了翌週から放送している『水曜日のハウマッチ?』では、「小宮が現役の大学生に対して経済関連のデータに関する三者択一式のクイズを出題する」という点で、当企画の一部を事実上継承している。

## 基本的な構成
番組の開始当初から2017年9月放送分までは、「オトナの秘密部屋」というイメージで作られたスポーツバー風の明るいセットをスタジオパートの収録に使用。V字型のバーカウンター、木製のドア、木目調の外壁、ドアに続く内階段を設置していたほか。ドアの外にある出入口が、セットより階段3段分高くなるように設計されていた。また、エンブレム風の番組ロゴをかたどった札を、出入口右側の壁に掲出。カウンターの中には、進行用のモニターを据え付けていた。
2017年10月放送分からは、スタジオセットをリビングルーム風に一新。小型モニターをセットの中央に据えたうえで、モニターを取り囲むように置かれたソファに、出演者全員が座りながら本編を進めるようになった。ちなみに、放送で挿入する提供クレジットの上下（2017年10月放送分からは左右）には、当日のテーマに関する蘊蓄を字幕で記したカラーバックの帯を番組開始当初から表示していた。
オープニングでは、上泉が単独で当日のテーマに関する話を披露した後に、「早速『おとなの扉』を開けてみましょう」という口上でゲストを迎える。前述の出入口で収録していた2017年9月放送分までは、背後の壁に掛かっている札を裏返すと、当日のテーマを記した文字面が札の表に出現。「早速『おとなの扉』を開けてみましょう」と言いながら、ドアを開けることで本編を始めていた。放送上は、上泉が内階段からセットへ降りる間に、「明日は今日より少し【おとな】になる」という字幕とタイトルロゴを表示。上泉がドアを開ける前から、ゲストがテレビカメラの手前、小宮が奥に映るように、カウンターの前で着席していた。
本編では、前述のモニターを使いながら、上泉がカウンターの中から「解明!おとなメソッド」→「おとなフィロソフィ」の順に進行。放送上は、本編と別に収録した「おとな会　向上委員会」をはさんで、スタジオ出演者によるエンディングトークを流す。なお、「おとな会　向上委員会」の放送を休止していた期間は、エンディングトークの時間を延長していた。
本編を終えると、上泉以外の出演者が順次セットから退出。セットに残った上泉が、本編の感想や視聴者へのメッセージを手短に述べてから、「それでは『おとな会』、また来週（次回）でございます」という言葉で番組を締めくくる。2017年9月放送分までは、上泉以外の出演者が内階段からドアを開けることによって、セットから順次退出。退出後には、上泉がドアの外に残ったまま、札の番組ロゴ面を再び表に向けたところで放送を終えていた。
なお、「おとなワーカー名鑑スペシャル」を放送する場合には、オープニングからエンディングまで上泉が進行。「おとなの遠足」を放送する場合には、「解明!おとなメソッド」「おとなワーカー名鑑」を休止する一方で、他の出演者も「おとな会　向上委員会」を除く全編に登場した。

## 番組キャラクター
- 後輩のコウちゃん
  - 番組タイトルの「おとな会」にちなんで、トナカイをかたどったキャラクター。番組開始から2015年9月までは、「トナカイ君」という名前を付けていた。
  - 放送上は、「解明!おとなメソッド」と「おとなの遠足」にアニメーションで登場。上泉の後輩アナウンサー（鈴木健太 →　上田崇順）の声で、ロケVTRへの反応や疑問を代弁するナレーションや、クイズの出題役を担っていた。
  - ナレーションでは、「～ッス」という語尾を使ったり、ゲストへのクイズで「～先輩、答えるッス!」と呼び掛けたりするといった体育会系の口調が特徴。そのため、2015年10月のステッカー製作を機に、名前を「後輩のコウちゃん」に改めた。なお、「トナカイのコウちゃん」名義で、LINE向けのスタンプも発売されている。

## 出演者
◎：出演時点では毎日放送アナウンサー

### 「おとな会会員」
- 主宰：上泉雄一◎ - 企画の段階から当番組に参画。およそ半年間にわたる同年代（40代）のスタッフとの話し合いを経て、自身のアイデア・要望を極力反映させながら、当番組のレギュラー放送を実現させた[7][8]。なお、「おとなワーカー名鑑」「おとなメソッド」のスペシャルを放送する場合にも、基本として単独で全編に出演。
- 顧問：小宮一慶 - 他の共演番組と同じく、放送上は上泉を愛称の「うわちゃん」と呼んでいる。ただし、「おとなワーカー名鑑スペシャル」を放送する場合に、全編にわたって休演することがあった。「おとな会　向上委員会」にも、基本として出演しなかった。

### ナレーター
- 関岡香◎ - 「解明!おとなメソッド」「おとな会　向上委員会」を担当。
- 上田崇順 ◎ - 「後輩のコウちゃん」として、「解明!おとなメソッド」を担当。「トナカイ君」と称していた番組開始当初から2017年6月28日放送分までは、当時アナウンサーだった鈴木健太の声を当てていた。2017年7月から鈴木が毎日放送東京支社のPR部へ異動したことを機に、同月19日放送分から上田に交代。
- 越乃リュウ - 「おとなワーカー名鑑」担当。番組開始から2017年9月21日放送分までは、オープニングの「明日は今日より少し【おとな】になる。『おとな会』スタートです」のタイトルコールも担当していた。当番組の公式サイトでは、ナレーション収録後のつぶやきを収めた音源を、「越乃リュウのおとなNAつぶやき」として公開していた。

## スタッフ
（2016年7月時点）
- 構成：沢野緑、小林仁
- ブレーン：高井祥、村上慶太
- TM：永松良仁
- TD/SW：上田一路、桜井康行
- CAM：高石和隆、塚田哲矢
- VE：平尾拓也、梅野賢信
- LD：永間淳也、漁野系
- MIX：加美一多、長谷川優美
- アートプロデュース：上中普雄
- セットデザイン：木村真千子
- タイトル：森下枝里子、浜松芽衣
- VTR EED：もたい英輔、塩川剛、笠井拓郎、川邊祥子、岡村瞳
- VTR MIX：稲山祐貴
- VTR SE：佐々木一樹、安部兼一
- EED：北村真智子、佐藤雅哉、川上忠士
- MA：村井さおり、磯部光、外島真由美、古川靖久
- 技術協力：関西東通、放送映画、SAプロ、アーチェリープロ、東通インフィニティー、音選屋（以上が毎週）、MABU、スタッフOZ、遊写（以上が週替り）
- 美術協力：WALPA、つむら工芸、高津商会、藤貴園芸、堺かつら、インターナショナルクリエイティブ
- 制作協力：C-BOX、デラックスキッズ、Franc.、よしもとビジョン→よしもとブロードエンタテインメント、Goenjin
- 衣装協力：STYLE WORKS、GEOGRAPHY
- 宣伝：斧志保
- WEB：黒瀬拓生、菅野祐介
- AD：登川直、吉良哲平、白川千明、川西崇文、柿原宝子、岡嶋政宏
- AP：長谷川力也
- ディレクター：鷲見演博、松戸みゆ、遠藤伸哉、安田周平、有本洋、佐藤光代、石田尚生、中村俊之、龍田真享
- 演出：阿部淳人
- プロデューサー：川原秋呼・岸本孝博（以上MBS）、奥田良太
- 製作著作：毎日放送（MBS）[1]、MBS企画（えむき）

### 過去のスタッフ
- 制作協力：よしもとビジョン
- 宣伝：水野愛美
- AD：寺倉綾乃、福田達也
- AP：中口慶三

## 連動企画

### 番組連動コラム「 儲かりまっか?の経済学」
2016年4月6日から、上泉が『日経ビジネスONLINE』に隔週ペースで連載していたコラム。「関西発の元気なビジネスの秘密は何か?」というテーマで、当番組の「解明!おとなメソッド」で過去に紹介した内容から、関西地方の企業経営者やリーダーによる「おとなメソッド」をオンラインで再現する。上泉が「おとな会　主宰」の立場で感銘を受けたことや、勉強になったことを中心に綴るため、掲載する内容は放送の時期・順番と連動しない。当番組の終了を前に、2018年3月22日配信分で連載を終了。

### 関連書籍
2017年3月21日には、小宮と当番組の取材班による共著書『成功する人のすごいマーケティング』（ISBN 978-4-7980-5032-4）を秀和システムから刊行。当番組で紹介した企業・団体から厳選した28の成功事例を基に、小宮が経営コンサルタントの視点から「客を引き寄せるマーケティングの法則」を分析している。
2017年5月26日には、前述した『儲かりまっか?の経済学』の記事をベースに、上泉と経営者の対談録などを盛り込んだ『儲かりまっか?の経営道 客をガッチリ喜ばせる23の人気沸騰術』（ISBN 978-4-8222-3599-4）を日経BP社から発売した。上泉にとっては初めての著書になる。

### 講演会
当番組の放送内容をベースに、小宮と上泉が揃って講師を務める講演会を、関西地方の大学などで随時開催している。2017年5月14日（日曜日）には、毎日放送本社M館1階の「ちゃぷらステージ」（オープンステージ）で、投資をテーマに番組主催・予約抽選制の講演会「小宮一慶・上泉雄一のおもしろ経済塾」を実施した。